# 근위예비군단
근위예비군단(독일어: Garde-Reserve-Korps; GRK)은 제1차 세계 대전 당시 독일 육군의 군단급 부대 중 하나이다.
근위예비군단은 1914년 8월 전쟁이 터졌을 때 육군 동원령이 내려짐으로써 조직되었다. 초대 군단장은 포병대장 막스 폰 갈비츠였다. 1915년 2월 9일 군단 본부가 동부전선의 "갈비츠 집단군(이후 제12군)"으로 바뀌면서 근위예비군단은 없어졌다.
이후 1915년 7월 7일에 임시 군단원수부(Corps Marschall)가 조직되고 1916년 4월 18일 근위예비군단으로 개칭하였다. 이 두 번째 근위예비군단은 전쟁 종료 시점까지 존재했으며 종전 시점에 서부전선의 제4군에 속해 있었다.

## 전투서열
26개 보병대대, 9개 기관총중대(기관총 54문), 6개 기병대대, 24개 야포대(야포 144문), 4개 중포대(중포 16문), 3개 공병중대로 이루어져 있었다.
| 군단급       | 사단급          | 여단급                   | 예하 부대                 |
| ------------ | --------------- | ------------------------ | ------------------------- |
| 근위예비군단 | 제3근위보병사단 | 제5근위보병여단          | 제5보병근위연대           |
| 근위예비군단 | 제3근위보병사단 | 제5근위보병여단          | 제5근위척탄병연대         |
| 근위예비군단 | 제3근위보병사단 | 제6근위보병여단          | 근위수발총병연대          |
| 근위예비군단 | 제3근위보병사단 | 제6근위보병여단          | 교도보병연대              |
| 근위예비군단 | 제3근위보병사단 | 제3근위야포여단          | 제5근위야포연대           |
| 근위예비군단 | 제3근위보병사단 | 제3근위야포여단          | 제6근위야포연대           |
| 근위예비군단 | 제3근위보병사단 | 근위예비창기병연대       |                           |
| 근위예비군단 | 제3근위보병사단 | 제28공병대대 1중대       |                           |
| 근위예비군단 | 제3근위보병사단 | 제3근위사단부잔교훈련대  |                           |
| 근위예비군단 | 제3근위보병사단 | 제1근위의무중대          |                           |
| 근위예비군단 | 제3근위보병사단 | 제3근위의무중대          |                           |
| 근위예비군단 | 제1근위예비사단 | 제1근위예비여단          | 제1근위예비보병연대       |
| 근위예비군단 | 제1근위예비사단 | 제1근위예비여단          | 제2근위예비보병연대       |
| 근위예비군단 | 제1근위예비사단 | 제1근위예비여단          | 근위예비엽병대대          |
| 근위예비군단 | 제1근위예비사단 | 제15예비보병여단         | 제64예비보병연대          |
| 근위예비군단 | 제1근위예비사단 | 제15예비보병여단         | 제93예비보병연대          |
| 근위예비군단 | 제1근위예비사단 | 제15예비보병여단         | 근위보병사격병대대        |
| 근위예비군단 | 제1근위예비사단 | 근위예비야포여단         | 제1근위예비야포연대       |
| 근위예비군단 | 제1근위예비사단 | 근위예비야포여단         | 제3근위예비야포연대       |
| 근위예비군단 | 제1근위예비사단 | 근위예비용기병여단       |                           |
| 근위예비군단 | 제1근위예비사단 | 제28공병대대 제2중대     |                           |
| 근위예비군단 | 제1근위예비사단 | 제28공병대대 제3중대     |                           |
| 근위예비군단 | 제1근위예비사단 | 제2근위사단부잔교훈련대  |                           |
| 근위예비군단 | 제1근위예비사단 | 제2근위예비의무중대      |                           |
| 근위예비군단 | 군단 직속병력   |                          | 제1근위보병포연대 제2대대 |
| 근위예비군단 | 군단 직속병력   | 근위예비군단부잔교훈련대 |                           |
| 근위예비군단 | 군단 직속병력   | 근위예비전화분견대       |                           |
| 근위예비군단 | 군단 직속병력   | 제28공병탐조등과         |                           |
| 근위예비군단 | 군단 직속병력   | 군수훈련종대             |                           |

## 참고 자료
- Cron, Hermann (2002). Imperial German Army 1914-18: Organisation, Structure, Orders-of-Battle [first published: 1937]. Helion & Co. ISBN 1-874622-70-1.
- Ellis, John; Cox, Michael (1993). The World War I Databook. Aurum Press Ltd. ISBN 1-85410-766-6.
- Busche, Hartwig (1998). Formationsgeschichte der Deutschen Infanterie im Ersten Weltkrieg (1914 bis 1918) (독일어). Institut für Preußische Historiographie.